# Jeff Lederer
Jeff Lederer (1962) is een Amerikaanse jazzsaxofonist, -klarinettist, -componist en -arrangeur.

## Biografie
Lederer werkt vanaf de jaren 90 jazzscene van New York. Zijn eerste opnames maakte hij in 1995 met zijn vrouw, zangeres Mary LaRose (Cutting the Chord). In de jaren erna speelde hij o.a. met Ed Palermo (Plays the Music of Frank Zappa), Jeff Raheb Contemporary Jazz Orchestra, Matt Wilson (Humidity, 2002), Katie Bill, Bobby Sanabria Big Band en Ted Kooshian. In 2010 nam hij met Jamie Saft, Buster Williams en Matt Wilson zijn debuutalbum Sunwatcher op (Jazzheads). In de jaren 10 werkte hij met Allison Miller, Chris Lightcap, Michael Musillami, Kirk Knuffke (Arms & Hands, 2015), Gary Lucas (Music from Max Fleischer Cartoons, 2015), Deric Dickens en het vocale trio Duchess (Amy Cervini, Hilary Gardner, Melissa Stylianou). In de jazz was hij tussen 1995 en 2015 betrokken bij 28 opnamesessies. Lederer leidt de christelijke rockband Shakers n’ Bakers, die Vision Songs van de Shakers uitvoert, beïnvloed door de muziek van Albert Ayler. Verder speelde Lederer in de salsa-band van Jimmy Bosch en werkte hij met het strijkkwartet Brooklyn Rider. Lederer geeft les aan openbare scholen in New York en in Jazz at Lincoln Center. tegenwoordiger is hij lid van Joe Fiedler's Stunt Chicken.

## Discografie (selectie)
- Shakers n' Bakers: Shakers N' Bakers (Little (i) Music, 2006)
- Shakers n' Bakers: Yearning for Zion (Little (i) Music, 2008), met Chris Lightcap, Allison Miller, Jamie Saft, Mary LaRose
- Brooklyn Blowhards (Little (i) Records), met Petr Cancura, Kirk Knuffke, Brian Drye, Art Bailey, Matt Wilson, Allison Miller, Gary Lucas, Mary LaRose
- Honey Ear Trio [Little (i) Music), met Rene Hart, Allison Miller
- Jeff Lederer's Swing n' Dix (Little (i) Music), met Matt Wilson, Kirk Knuffke, Bob Stewart